# Chris Demetral
Chris Demetral (Royal Oak (Michigan), 14 november 1976), geboren als Christopher Peter Demetral, is een Amerikaans acteur.

## Biografie
Demetral heeft van 1994 tot en met 1995 gestudeerd aan de Macomb Community College in Clinton County (Michigan). 
Demetral begon in 1989 met acteren in de televisieserie Mr. Belvedere. Hierna heeft hij nog meerdere rollen gespeeld in televisieseries en films zoals Blossom (1991), Lois & Clark: The New Adventures of Superman (1994), Dream On (1990-1996) en The Secret Adventures of Jules Verne (2000). In 2002 heeft hij zijn laatste rol gespeeld.
Demetral is op 18 december 1999 gertrouwd, en is later weer gescheiden. Op 17 april 2010 is hij weer opnieuw getrouwd. Hij is een grote fan van basketbal en houdt van schrijven en schaken. In 2001 is hij begonnen als coach op Pinecrest. In 2005 is hij begonnen met schrijven op WickedInfo.com.

## Prijzen
- 1995 Young Artist Awards in de categorie Beste Optreden door een Jonge Acteur met de televisieserie Lois & Clark: The New Adventures of Superman – genomineerd.
- 1993 Young Artist Awards in de categorie Beste Jonge Acteur in een Televisieserie met de televisieserie Dream On – gewonnen.
- 1993 Young Artist Awards in de categorie Beste Jonge Acteur in een Televisieserie met de televisieserie Blossom – genomineerd.
- 1993 Young Artist Awards in de categorie Beste Jonge Acteur in een Televisiefilm met de televisiefilm Sometimes They Come Back – genomineerd.
- 1993 Young Artist Awards in de categorie Beste Jonge Acteur in een Televisiefilm met de televisiefilm Jonathan: The Boy Nobody Wanted – genomineerd.
- 1992 Saturn Awards in de categorie Best Optreden door een Jonge Acteur met de televisiefilm Dolly Dearest – genomineerd.

## Filmografie

### Films
- 1997 Journey of the Heart – als Tony Johnston
- 1996 For Hope – als Alan Altman
- 1996 Dallas: J.R. Returns – als Christopher Ewing
- 1994 Blank Check – als Damian Waters
- 1993 Triumph Over Disaster: The Hurricane Andrew Story – als Robin Hulin
- 1993 Bloodlines: Murder in the Family – als Ian Woodman
- 1992 Jonathan: The Boy Nobody Wanted – als Brad Moore
- 1992 Dolly Dearest – als Jimmy Wade
- 1991 Sometimes They Come Back – als Wayne Norman
- 1990 Going Under – als Appie
- 1990 Peacemaker – als Paulie
- 1989 The Magic Boy's Easter – als The Magic Boy

### Televisieseries
Uitgezonderd eenmalige gastrollen.
- 2000 The Secret Adventures of Jules Verne – als Jules Verne – 22 afl.
- 1990 – 1996 Dream On – als Jeremy Tupper – 55 afl.
- 1994 Lois & Clark: The New Adventures of Superman – als Jack – 4 afl.
- 1993 Shaky Ground – als Stoner – 3 afl.
- 1989 – 1990 The New Lassie – als Jonathan Latimer – 2 afl.

- International Standard Name Identifier: 0000 0000 5308 1706
- Library of Congress Control Number: nr2002001569
- Virtual International Authority File: 39309563
- WorldCat: E39PBJdGFCBryfyXwPc9DtQTHC

1. ↑  (en) Website WickedInfo.com